# Cis hirsutus
Cis hirsutus es una especie de coleóptero de la familia Ciidae.

## Distribución geográfica
Habita en Estados Unidos, Florida, Bahamas y  Antillas Mayores.